# The Big Ugly
Pour plus de détails, voir Fiche technique et Distribution.
The Big Ugly est un film d'action américain écrit et réalisé par Scott Wiper, sorti en 2020.

## Synopsis
Depuis des années, Neelyn est l'homme de main (nervi) fidèle du mafieux anglais Harris, pour lequel il s'occupe des problèmes ou des personnes qui perturbent ses affaires illicites. Accompagnés de leurs compagnes Fiona et Jackie, le gangster et son sbire atterrissent en Virginie occidentale pour finaliser une transaction avec un baron local du pétrole, Preston. Pour célébrer leur contrat, qui permet à l'un de blanchir son argent et au second de bénéficier des liquidités dont il a besoin, le duo décide de fêter leur accord dans un bar branché où l'argent coule à flots. Ivre, Neelyn s'endort tandis que sa petite amie Fiona accepte de suivre un des acolytes de Preston avant de disparaître. Le lendemain de la cuite, elle est introuvable. S'inquiétant de son absence, Neelyn reporte son retour à Londres pour la retrouver mais, malheureusement, il tombe sur son cadavre. Furieux, il jure de venger sa mort en tuant les responsables de son décès et sa première piste n'est d'autre que le fils de Preston, Junior, qui serait la dernière personne à l'avoir vu vivante...

## Fiche technique
- Titre : The Big Ugly
- Réalisation et scénario : Scott Wiper
- Photographie : Jeremy Osbern
- Montage : Jordan Downey
- Musique : Alex Heffes
- Production : Scott Wiper, Vinnie Jones, Tarquin Pack, Karri O'Reilly et Michael Downey
- Sociétés de production : Vertical Entertainment, Endeavor Content et 4G Vision
- Sociétés de distribution : Vertical Entertainment (États-Unis), ACE Entertainment Films (France)
- Pays de production :  États-Unis
- Langue originale : anglais
- Format : couleur — 2,35:1
- Genre : action
- Durée : 106 minutes
- Dates de sortie :
  - États-Unis, Royaume-Uni : 24 juillet 2020
  - France : 5 mai 2021 (VOD)

## Distribution
- Vinnie Jones (VF : Thierry Mercier) : Neelyn
- Malcolm McDowell (VF : Jean-Pierre Leroux) : Harris
- Ron Perlman (VF : José Luccioni) : Preston
- Nicholas Braun (VF : Yoann Sover) : Will
- Leven Rambin (VF : Barbara Beretta) : Kara
- Lenora Crichlow (VF : Agnès Manoury) : Fiona
- Brandon Sklenar (VF : Jérémy Bardeau) : Junior
- Elyse Levesque : Jackie
- Bruce McGill (VF : Stéphane Bazin) : Milt